# SunMin
SunMin（ソンミン、1987年6月4日 - ）は、大韓民国の女性歌手。大邱広域市出身。身長163cm。
憧れであったという久保田利伸とのコラボレートにより、SunMin thanX Kubota名義で2006年7月5日にシングル『Keep Holding U』でデビュー。同年12月には『恋の奇跡』でソロデビュー。

## 人物
- 趣味は音楽鑑賞。主に海外のアーティスト達の曲を、歌詞の意味をよく考えながら聴いている。
- 好きなアーティストにクリスティーナ・アギレラ、アリシア・キーズ、ビヨンセ、火曜飛(ファヨビ)、久保田利伸、Crystal Kayなどを挙げている。
- 相談を受けることを得意としている。恋愛相談から、普段困っていることまで、誰の相談でも受けている。
- 運動は苦手。
- 長所はポジティブ思考。
- 短所はいろいろと考えちゃうところ。
- 好きな食べ物は寿司、タバスコ、チョコレート。
- 好きなファッションアイテムはブーツ。
- 好きな異性のタイプはカリスマ性のある人。

## ディスコグラフィ

### シングル
SunMin thanX Kubota名義
1. Keep Holding U（2006年7月5日、ビクターエンタテインメント）
  - 映画『日本沈没』主題歌（2006年7月15日公開、東宝配給）

ソロ
1. 恋の奇跡（2006年12月6日、ビクターエンタテインメント）
  - フジテレビ系『奇跡体験!アンビリバボー』エンディングテーマ
2. Love You.／The Rose（2007年2月28日、ビクターエンタテインメント）
  - Love You. - フジテレビ系『金曜プレステージ』オープニングテーマ
  - The Rose - 東海テレビ・フジテレビ系昼ドラマ『母親失格』主題歌（ベット・ミドラーの曲カバー）
3. Starting Story（2007年8月22日、ビクターエンタテインメント）
  - 　Starting Story
  - 　やさしく歌って　（原題　Killing Me Softly With His Song）
  - 　Starting Story（back track）
4. Another wish（2008年1月23日、ビクターエンタテインメント）※リバーシブルジャケット仕様
  - 　Another wish
  - 　Still
  - 　Another wish (back track)
  - 　Still (back track)
5. Will（2008年10月15日、ビクターエンタテインメント）
  - 　Will（10月25日公開、綾瀬はるか主演映画『ICHI』主題歌）
  - 　I Have Nothing
  - 　Will(Backtrack)
  - 　I Have Nothing(Backtrack)
  - 　市の子守歌<Special track>

### アルバム
1. COVER GIRL（2008年8月27日、VICL-62876、ビクターエンタテインメント）
2. BRAND NEW GIRL（2008年12月17日、VICL-63189、ビクターエンタテインメント）

### 韓国発売（シングル）
SunMin thanX Hyesung名義
1. Keep Holding U（2006年8月31日）
  - 韓国版では所属事務所の先輩で神話のシン・ヘソンとコラボ

## 出演

### TV番組
フジテレビ系　
- 『新堂本兄弟』 - 2007年2月18日放送分からコーラスとして参加。同年7月15日の放送ではトーク部分にも初出演。